# Guayaquil
Guayaquil je grad u Ekvadoru.

## Vanjske poveznice
- Guayaquil, Ekvador